# 方祥
方祥（1514年—？），字履祥，號鳌峰，江西饒州府浮梁縣人，民籍，明朝政治人物。

## 生平
嘉靖二十五年（1546年）丙午科江西鄉試第二十四名舉人。嘉靖二十六年（1547年）中式丁未科會試第二百三十九名，登第三甲第一百零一名進士。通政司觀政，授浙江秀水县知县，擢兵部主事，升员外郎、职方司郎中，三十七年二月升福建按察司副使，三十八年正月考察閑住。

## 家族
曾祖方巽；祖父方琬；父方仁，母吳氏。子中孚、中行、中和、中敬、中宾。